# Polydesmus decoratus
Polydesmus decoratus är en mångfotingart som beskrevs av Peters 1864. Polydesmus decoratus ingår i släktet Polydesmus och familjen plattdubbelfotingar. Inga underarter finns listade i Catalogue of Life.